# Viola demetria
Viola demetria är en violväxtart som beskrevs av Prolongo och Pierre Edmond Boissier. Viola demetria ingår i släktet violer, och familjen violväxter. Inga underarter finns listade i Catalogue of Life.